# کنان پیریچ
کنان پیریچ (انگلیسی: Kenan Pirić؛ زادهٔ ۷ ژوئیهٔ ۱۹۹۴) بازیکن فوتبال اهل بوسنی و هرزگوین است.
از باشگاه‌هایی که در آن بازی کرده‌است می‌توان به باشگاه فوتبال خنت اشاره کرد.
وی همچنین در تیم‌های ملی فوتبال زیر ۲۱ سال و بزرگسالان بوسنی و هرزگوین بازی کرده‌است.